# NGC 6186
NGC 6186 é uma galáxia espiral barrada (SBa) localizada na direcção da constelação de Hercules. Possui uma declinação de +21° 32' 29" e uma ascensão recta de 16 horas, 34 minutos e 25,4 segundos.
A galáxia NGC 6186 foi descoberta em 28 de Abril de 1788 por William Herschel.